# PGC 66421
LEDA/PGC 66421 (NGC 7038A) ist eine Balken-Spiralgalaxie vom Hubble-Typ SBc im Sternbild Indianer am Südsternhimmel. Sie ist schätzungsweise 229 Millionen Lichtjahre von der Milchstraße entfernt und hat einen Durchmesser von etwa 75.000 Lichtjahren. 

Im selben Himmelsareal befinden sich die Galaxien NGC 7038 und NGC 7041.
Das Objekt wurde am 2. Oktober 1834 von John Herschel entdeckt.